# 1st Troop of Horse Guards

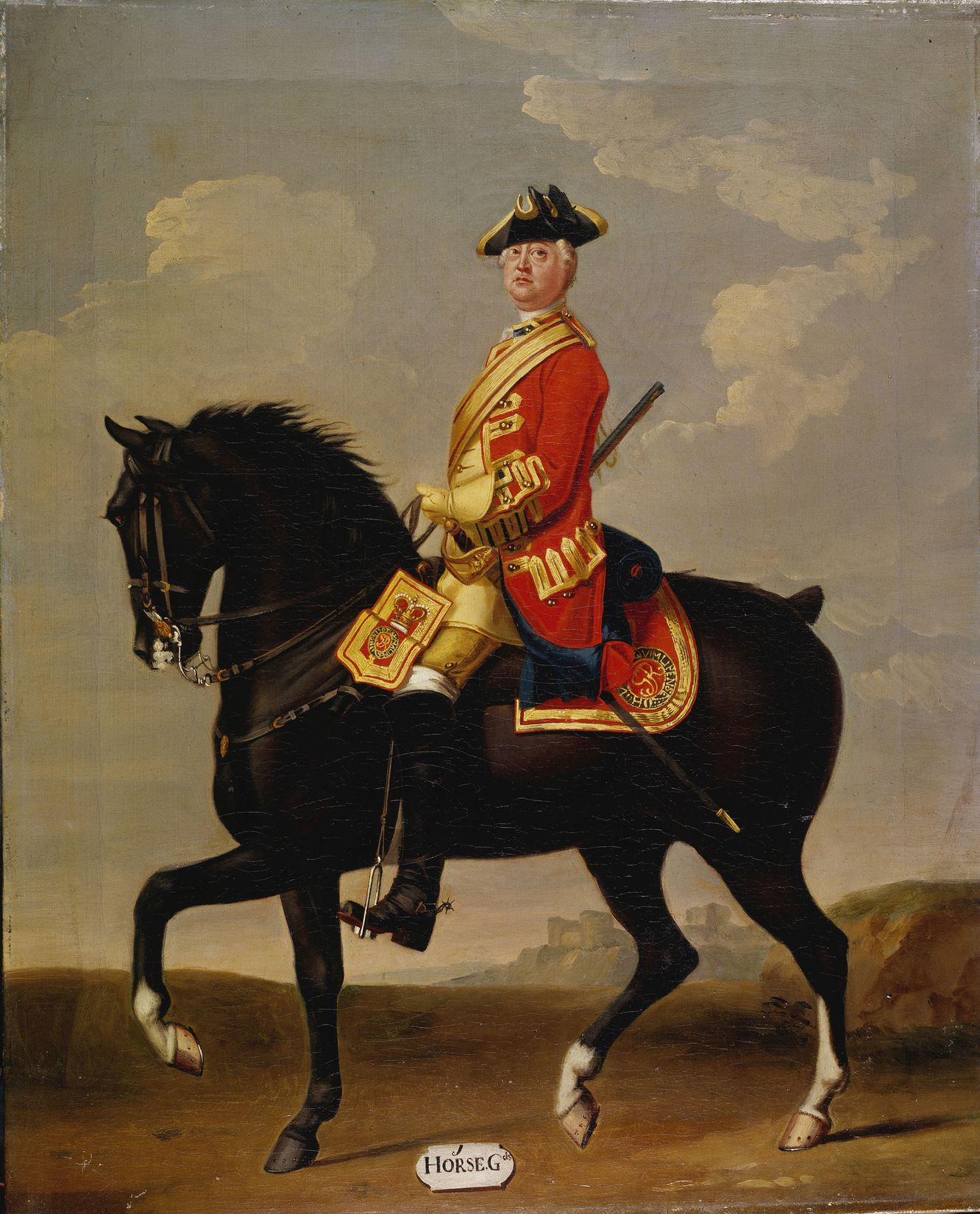
Private des 1st Troop of Horse Guards, 1751

Der 1st (His Majesty’s Own) Troop of Horse Guards war eine Gardekavallerieeinheit der britischen Armee, die von 1658 bis 1788 bestand.

## Geschichte
Der Troop wurde zur Zeit des Commonwealth 1658 von Anhängern des im Exil befindlichen Stuart-Königs Karl II. in den Niederlanden gegründet. Er nahm zunächst auf spanischer Seite am Krieg gegen das englische Commonwealth (1655–1660) teil. Nachdem die Monarchie in England 1660 wiederhergestellt worden war, wurde der Troop Teil der königlichen Leibgarde und 1661 ins neugegründete englische Heer eingegliedert (siehe Geschichte der British Army). Er kämpfte im Englisch-Niederländischen Krieg (1672–1674), bei der Niederschlagung der Monmouth Rebellion (1685), im Pfälzischen Erbfolgekrieg (1688–1697) und im Österreichischen Erbfolgekrieg (1740–1748). 1746 absorbierte er den 3rd Troop of Horse Guards. Am 8. Juni 1788 absorbierte der Troop auch den 1st Troop of Horse Grenadier Guards und wurde zusammen mit diesem am 25. Juni 1788 als 1st Regiment of Life Guards zu einem Regiment umgegliedert.

## Colonels
Colonels des 1st Troop of Horse Guards waren:
- 1660–1668: Charles Gerard, 1. Baron Gerard
- 1668–1679: James Scott, 1. Duke of Monmouth
- 1679–1685: Christopher Monck, 2. Duke of Albemarle
- 1685–1689: Louis de Duras, 2. Earl of Feversham
- 1689–1699: Richard Lumley, 2. Viscount Lumley
- 1699–1710: Arnold van Keppel, 1. Earl of Albemarle
- 1710–1713: Henry Bentinck, 2. Earl of Portland
- 1713–1715: John Ashburnham, 3. Baron Ashburnham
- 1715–1721: John Montagu, 2. Duke of Montagu
- 1721–1733: Henry Herbert, Lord Herbert
- 1733–1737: John Fane, 1. Baron Catherlough
- 1737: John Montagu, 2. Duke of Montagu
- 1737–1766: John West, 1. Earl De La Warr
- 1766–1777: John West, 2. Earl De La Warr
- 1777–1788: William Kerr, 5. Marquess of Lothian